# 세인트폴 대성당
세인트 폴 대성당(St. Paul’s Cathedral)은 시티 오브 런던의 러드게이트 힐(Ludgate Hill)에 있는 높이 111m의 성공회 성당으로, 런던 주교좌가 자리 잡고 있다. 세인트 폴 대성당은 사도 바울로에게 봉헌된 성당으로, 기원후 604년에 이 곳에 지어져 있던 성당을 그 원형으로 하여 세워졌다. 원래 있었던 세인트폴 대성당은 1666년 런던 대화재 때 불타 버렸으며, 1675년에 크리스토퍼 렌 경의 감독 하에 영국 바로크 양식으로 다시 짓기 시작하여 35년 만에 완공됐다. 불타기 전 옛 세인트 폴 대성당은 런던 시가지의 중심지에 자리하고 있었다.
세인트 폴 대성당은 런던에서 가장 유명한 랜드마크들 중 하나로, 특히 멀리서도 잘 보이는 대성당의 돔은 약 300여 년이 넘는 시간 동안 런던의 스카이라인 속에 자리하고 있었다. 대성당은 111m에 달하는 높이로 1710년부터 1967년까지 런던에서 가장 높은 건축물이기도 하였다. 세인트 폴 대성당은 리버풀 대성당 다음가는 크기를 자랑하며, 영국에서 2번째로 거대한 교회 건물이다.
세인트 폴 대성당에서 열린 국가적인 행사들에는 허레이쇼 넬슨 경의 장례식, 웰링턴 공작의 장례식, 윈스턴 처칠과 마거릿 대처의 장례식 등이 있다. 세인트 폴 대성당은 2차 세계 대전의 런던 공습 도중 연기에 휩싸인 사진으로도 매우 유명하다. 또한 제 1차 세계대전과 제 2차 세계대전의 종전을 축하하는 행사가 이 곳에서 열렸으며, 찰스 왕세자와 다이애나 비의 결혼식이 이 곳에서 열렸다. 또한 엘리자베스 2세의 즉위 25주년, 50주년, 60주년을 기념하는 행사들 모두가 바로 세인트 폴 대성당에서 열렸다. 대성당은 여전히 종교적인 용도로 사용되고 있으며, 매일 집회와 미사가 열린다. 관광객 입장료는 2019년 1월 기준으로 성인 20파운드이나, 순례객의 경우에는 출입료를 받지 않는다.

## 건축
세인트 폴 대성당은 영국 바로크 양식으로 지어져 있는데, 이는 대성당의 건축가 크리스토퍼 렌 경이 베네치아의 건축가 안드레아 팔라디오에서 영감을 받아, 영국의 중세 건축 양식을 더 근대적으로 해석한 것과, 17세기 로마의 바로크 양식, 프랑스와 유럽 중서부 지역에서 지어졌던 건축 양식들에 영향을 받은 것이다. 특히 세인트 폴 대성당은 요크 대성당이나 윈체스터 대성당과 같이 옛 중세의 영향을 강하게 받아 그 너비가 유난히 길고, 크게 돌출된 익랑을 가지고 있다. 또한 파사드의 모습이 상당히 강하게 강조되어 있어, 성당 전체의 모습을 뒤쪽으로 보내 숨기기 보다는 앞쪽에서 한 번에 다 보일 수 있도록 설계되었다. 크리스토퍼 렌 경의 삼촌인 매튜 렌은 엘리의 추기경이었기에, 그를 위해 한동안 일했던 크리스토퍼 렌은 엘리 대성당의 독특한 팔각형 모양의 돔식 탑에 큰 감명을 받았고, 이 탑의 구조를 세인트 폴 대성당의 돔을 설계할 때도 참고하여 지었다. 세인트 폴 대성당은 훨씬 더 낮은 통로를 가진 신랑의 형태를 취하고 있으며, 상대적으로 한정적으로 지어진 클레어스토리를 가지고 있다. 참고로 클레어스토리는 성당 외벽 구조를 말하는 것으로, 눈높이보다 더 높은 부분의 벽을 의미한다.

### 외관
세인트 폴 대성당의 가장 눈에 잘 띄는 특성은 지름 34m의 거대한 크기의 돔이다. 이는 피트로 환산하면 약 365피트인데, 이는 크리스토퍼 렌 경의 천문학에 관한 지대한 관심을 반영한 것이다. 20세기 후반까지 세인트 폴 대성당은 런던 전체에서 가장 높은 건물이었으며, 본디 렌 경이 지은 다른 교회들의 첨탑에 둘러싸여 더욱 더 웅장한 시각적 효과를 내도록 구현된 것이었다. 바니스터 플레처 경은 이 돔을 보며 '아마 유럽 전체에서 가장 훌륭한 돔일 것'이라고 극찬한 바 있고, 헬렌 가드너는 '웅장하다'라고 일평했다.

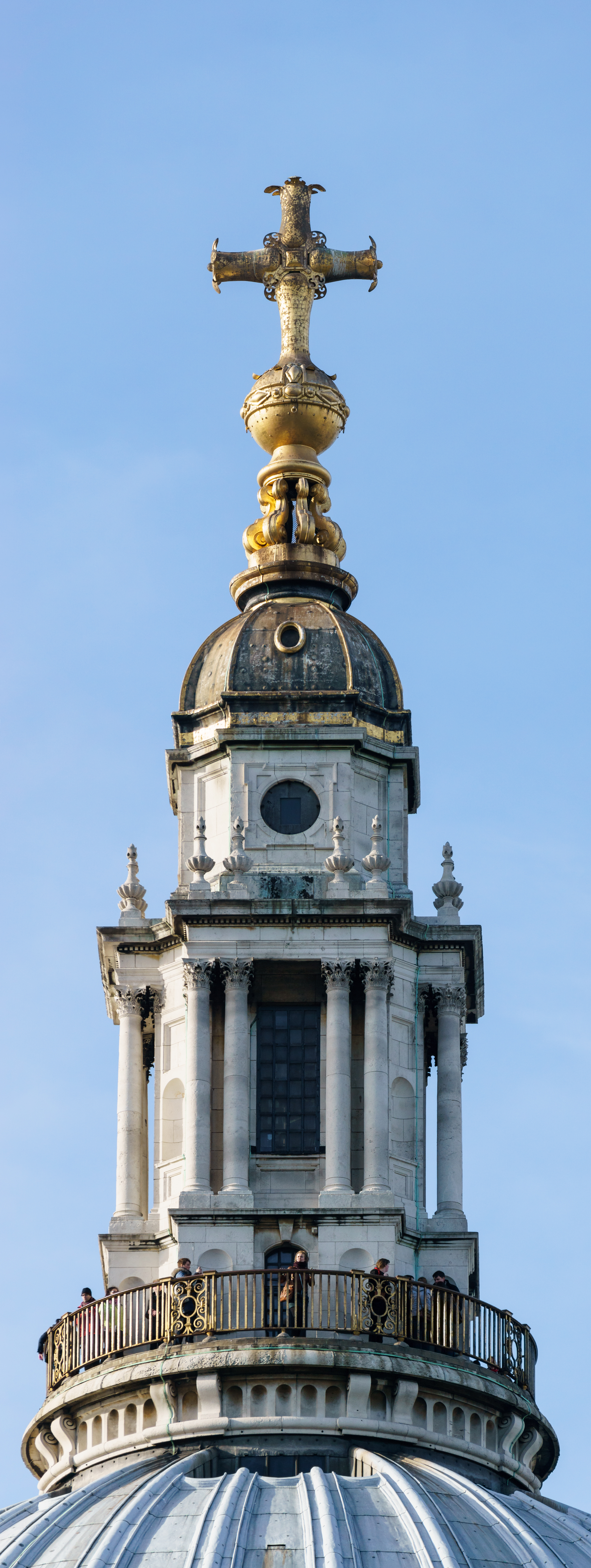
돔의 채광용 랜턴

#### 돔
렌 경은 로마의 성 베드로 대성당에서 돔의 원형을 따왔다. 다만 성 베드로 대성당의 돔과는 달리, 세인트 폴 대성당의 돔은 확연하게 나누어진 2개의 층으로 구성되어 있으며, 약 95피트의 높이를 지니고 있다. 이 돔의 구조를 자세히 살펴보면, 크리스토퍼 렌 경이 돔의 하부에 연속적인 기둥들로 이루어진 콜로네이드를 사용하는 방안을 훨씬 더 선호했음을 알 수 있다. 미켈란젤로가 성 베드로 대성당에 사용했던 창문들과 내부와 직립된 기둥들을 사용한 것과는 달리, 렌 경은 아예 기둥들로 이루어진 회랑을 따로 건설했고, 그 곳을 사람들이 다닐 수 있도록 하였다. 또한 설계가 끝난 직후에는 4번째 기둥들 사이마다 벽들을 세워 독특함을 추구하는 것과 함께, 내부의 벽돌로 지어진 돔, 그리고 채광용 랜턴의 하중을 분산시킬 수 있도록 하였다.
돔의 열주들 위에는 석조 난간이 둘러쳐진 널찍한 발코니가 있어 그 위에 올라가 주위의 전경을 둘러볼 수 있다. 이를 돌의 회랑(Stone Gallery)라고 부르는데, 이 발코니 바로 위에 자리한 코니스(cornice) 아래에는 추가적인 기둥들과 직사각형 모양 창문들이 나있어 안에서도 밖을 내다볼 수 있게 하였으며, 전체적으로 돔에 더 가벼운 분위기를 부여하였다. 이 코니스 위에는 최종적으로 납으로 만든 원형 돔이 올라가 있는데, 돔 바로 위에 있는 랜턴(lantern)에는 채광용 창들이 나있어 돔 내부로 자연광이 비쳐 들어올 수 있게 한다. 이 창으로 들어온 빛은 내부의 벽돌 돔에 뚫려있는 창들을 통과하여 성당 내부까지 곧바로 들어올 수 있게 설계되어 있으며, 날씨가 좋을 때에는 대성당 전체가 은은하게 빛나게 하는 효과를 낸다. 세인트 폴 대성당의 돔은 3겹으로 나뉘어 지어져 있는데, 돔의 내부에는 낮은 벽돌조 돔이 아래에 위치해 있고 그리고 그 위에 세운 채광탑을 지탱하기 위한 벽돌조의 끝이 둥근 원추형의 궁륭을 만들었고, 그 위에 채광용 랜턴을 올린 후 옆에 목조 트러스를 세워 외부 돔의 형상을 만들고 납으로 마감하여 만들어진 것이다.
세인트 폴 대성당에서 가장 독특한 외관 구조 중 하나는 바로 그 돔 맨 꼭대기에 있는 채광용 랜턴인데, 여타 교회들의 원기둥형, 팔각 기둥형 랜턴들과는 다르게 대성당의 채광용 랜턴은 기본적으로 각각의 면들이 동서남북을 정확히 가리키는 사각 기둥에 4개의 대리석 기둥 포르티코가 그 앞을 장식하고 있는 형태이다. 채광용 랜턴 맨 위에는 황금 공과 십자가가 올라가 있는데, 이 구조물의 높이만 해도 7m이며, 그 무게는 8톤에 달한다. 참고로 랜턴 구조물 전체의 하중은 무려 850톤에 달한다.
세인트 폴 대성당의 34m나 되는 돔 아래에 있는 회랑을 '속삭이는 회랑(Whispering Gallery)'이라고 부르기도 하는데, 이는 돔 안에서 작은 속삭임도 34m나 떨어진 반대편에서도 들을 수 있기 때문이라고 한다.

#### 서쪽 파사드
르네상스 시기의 모든 건축가들에게 주어진 최대 현안들 중 하나는 어떻게 해야 낮은 높이의 중앙 신랑을 성당의 정면 파사드와 조화롭게 건축할 수 있을까와 관련된 문제였다. 세인트 폴 대성당의 경우에는 성 베드로 대성당의 초기 건축안을 참고하여, 파사드 양 옆에 거대한 2개의 탑을 세우는 것으로 이를 해결지었는데, 이 것과 동시에 파사드에 고전적인 2층의 포르티코를 세우는 것으로 우아미를 더했다. 참고로 성 베드로 대성당의 경우에, 초기 설계안에는 2개의 탑이 함께 있었으나, 나중에 가면서 성당 정면에 나르텍스를 건설하고 파사드의 크기를 훨씬 더 확장시키고, 그 앞을 그리스식 삼각 페디먼트로 장식하는 것으로 종결되어 현재의 성당에는 탑을 찾아볼 수 없다. 현재의 파사드는 조각가 프랜시스 버드(Francis Bird, 1167~1731)이 조각한 사도 바오로의 개종으로 장식되어 있으며, 페디먼트 꼭대기에는 바오로의 조각상이, 좌우 끝부분에는 성 베드로와 대 야고보의 조각상이 자리한다. 정면 좌우의 종탑에는 4대 복음사가의 조각들이 있으며, 왼쪽 종탑에는 마태오와 천사 및 마르코와 사자가, 오른쪽 종탑에는 루카와 황소 및 요한과 독수리가 있다.

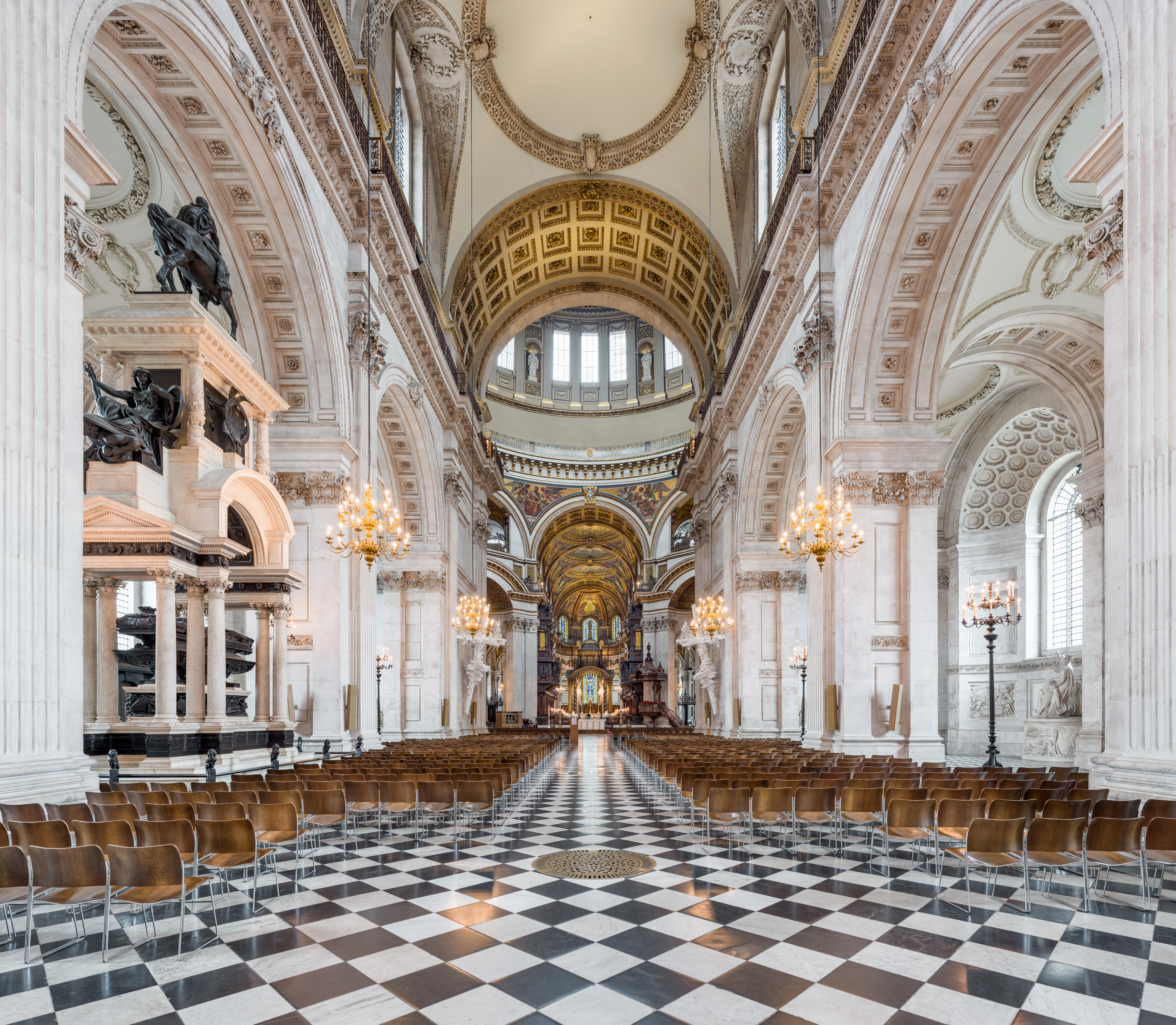
대성당의 신랑

### 내관
세인트 폴 대성당은 3면에 모두 성가대석과 신랑이 존재한다. 서쪽의 정문으로 들어와 돔이 덮인 나르텍스를 지나면, 이 통로 양 옆으로 채플들이 있어 그 사이를 지나갈 수 있다. 북쪽에는 성 둔스탄의 채플, 남쪽에는 성 조지의 채플, 성 미카엘의 채플 등이 있다. 성당의 신랑의 높이는 약 28m이며, 코린토스 양식의 열주들로 통로와 구분되어 있다. 돔의 지탱 기반은 직육면체 모양이지만, 그 위로 올라간 아치에서 반 구형의 돔이 올라앉아있다.

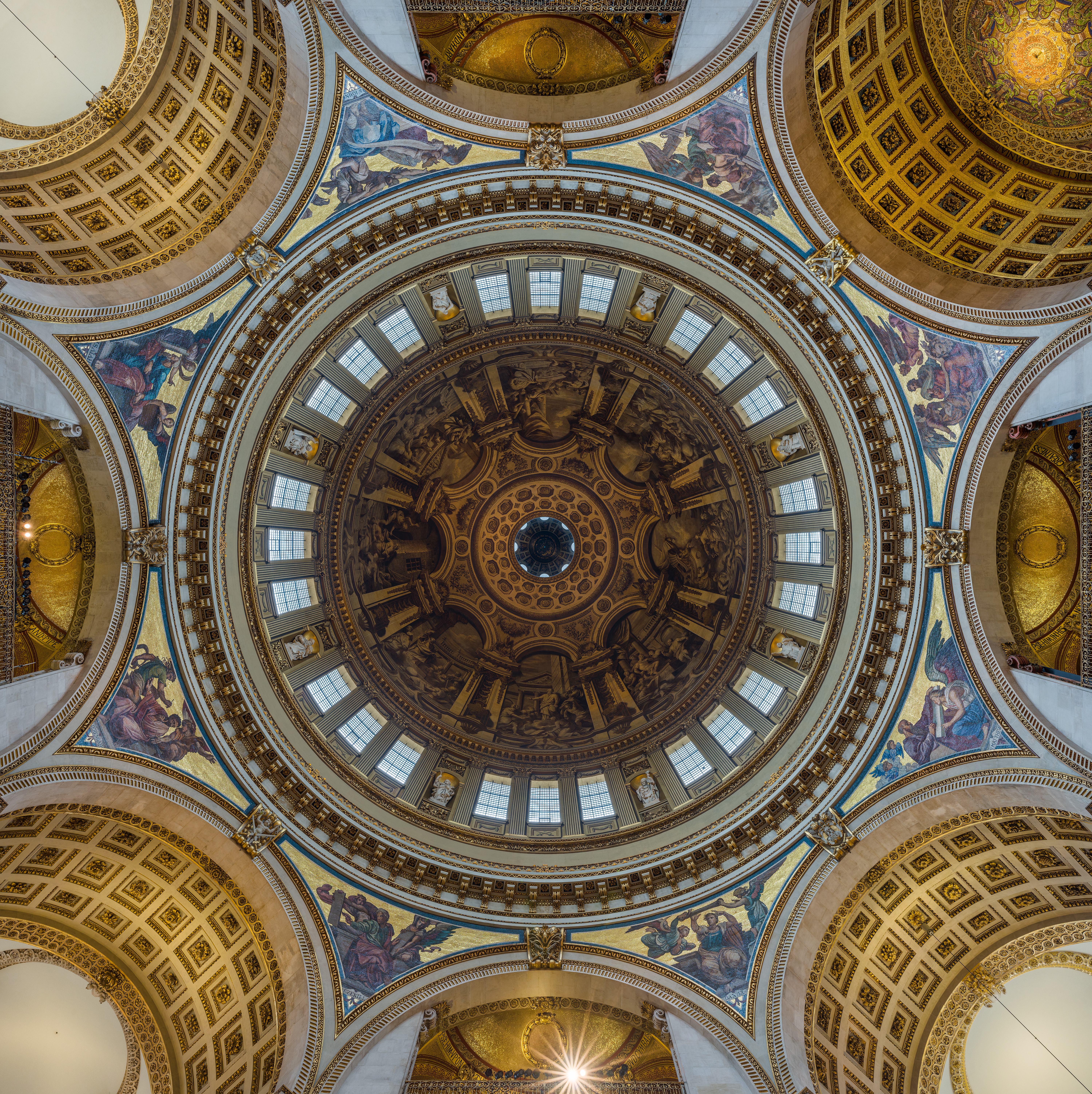
세인트 폴 대성당의 돔 내관

#### 돔
대성당에서 가장 눈여겨볼 만한 건축물은 바로 장대한 크기의 돔이다. 돔은 성당의 신랑과 익랑에서 솟아오르는 8개의 펜던티브 아치들에 의하여 지탱되고 있으나, 이 8개의 아치들이 모두 무게를 똑같이 나누어 받치는 것은 아니다. 크리스토퍼 렌 경은 일부러 갤러리 맨 양끝에 있는 통로 끝에 추가적인 아치들을 배치하여 주 아치들과 형식적으로만 동등하게 보이는 효과를 내었고, 상부 아치들의 끝 테두리를 크게 확장시켜 주 아치들의 크기와 거의 비슷하게 보이게 하였다. 이 때문에 실제로 돔의 무게는 신랑과 익랑 쪽에 있는 4개의 아치들이 거의 나누어 받치고 있다.
아치의 최하단부에서 약 30m 위에는 34m 너비의 코니스(cornice)가 자리하고 있다. 이 코니스는 속삭이는 회랑을 떠받치고 있는데, 이 속삭이는 회랑이라는 이름은 회랑 반대편에서 조용히 속삭이는 목소리가 벽을 타고 반대편으로 흘러가 반대편 회랑에 있는 사람들도 들을 수 있는 청각적 구조를 가지고 있다고 하여 붙여진 이름이다. 대성당의 돔은 거대한 드럼(돔의 받침대 부분) 위에 서있다. 참고로 이 드럼은 3개씩 짝을 이룬 창문들과, 속에 석조 조각들이 들어있는 8개의 벽감들로 구성되어 있으며, 외관과 거의 비슷한 모양을 띠고 있다. 참고로 돔 내부에 그려진 유화들은 제임스 톤힐 경이 그린 것으로, 세인트 폴의 일생을 8개의 그림으로 나누어 표현한 것이다. 돔 꼭대기에는 로마의 판테온에서 따온 오쿨루스(Oculus)가 있는데, 다만 하늘로 뚫린 판테온과는 달리 세인트 폴 대성당의 오쿨루스는 위의 채광용 랜턴으로 막혀 있어 그 안으로 랜턴의 지지대부분만 볼 수 있다. 참고로 이 돔 내부는 돔의 드럼과 채광용 랜턴에서 흘러 들어오는 빛에 의해 밝혀지며, 특히 독특한 설계로 인하여 햇빛이 밝을 때에는 대성당 전체에 빛이 물결치는 듯한 심미학적인 효과를 낸다고 알려져 있다.

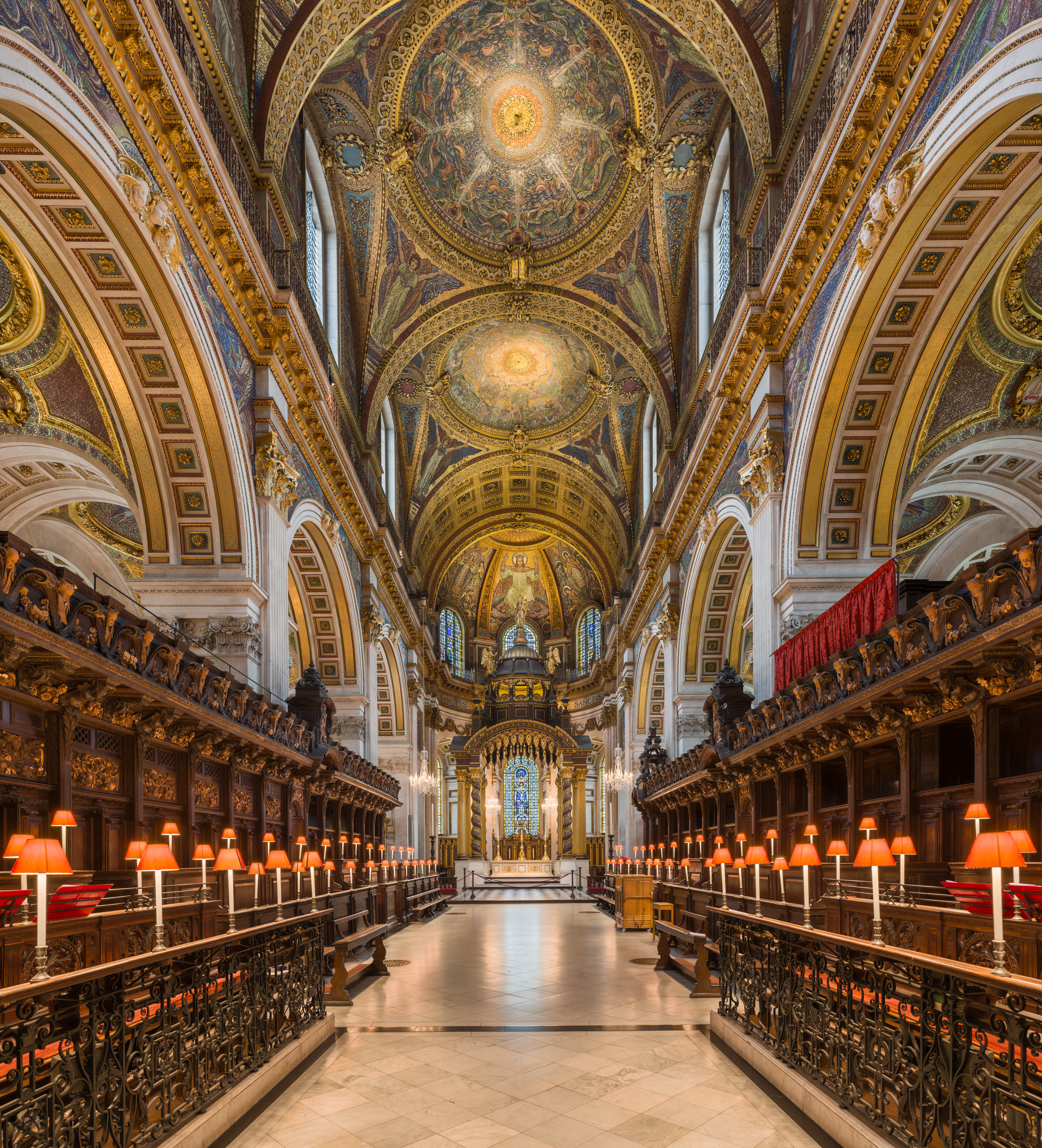
세인트 폴 대성당의 제단

#### 후진
대성당의 동쪽에 자리잡고 있는 후진은 성가대석이 훨씬 확장된 형태로 만들어져 있으며, 특히 익랑과 신랑을 받치고 있는 아치들의 본 높이를 그대로 활용하여 최대한의 공간 활용성을 추구했다. 대성당의 후진은 모자이크로 장식되어 있다. 초기 모자이크와 장식들은 1940년 독일군의 공습으로 인하여 무너져 내렸고, 현재의 제단과 장식들은 W. 고드프리 앨랜과 스티븐 다이크스 보워의 작품이다. 이 후진의 복구 작업에 든 재원은 모두 영국 국민들의 순수한 기부금으로 충당되었으며, 이 곳에 보관되어 있는 기록에는 제 2차 세계대전 당시 영국을 위해 싸우거나 지원했던 약 28,000여 명의 미국인들의 명단이 들어있다. 후진에 있는 3개의 창문들은 1960년대에 보수된 것이며, 희생과 봉사정신에 관한 내용이 새겨져 있다. 한편 창문들 테두리에는 미국의 희생과 헌신을 기리는 의미에서 미국 군대와 주들의 상징이 붙어있는데, 이들중 한 석회암 판넬에는 NASA를 기리는 의미로 로켓 문양도 새겨져 있다.

## 시계와 종
1709년에 랭글리 브래들리에 의하여 대성당의 남서쪽 탑에 시계가 설치되었으나, 19세기 말에 퇴락하였다. 현재 쓰이고 있는 시계는 1893년에 빅벤의 시계에 쓰인 것과 비슷한 디자인을 차용하여 만든 것으로, 더비의 스미스가 만들었다. 시계 구조물의 높이는 약 5.8m에 달하며, 1969년부터는 전기 장치가 붙어 이전처럼 사람이 직접 시계들을 일일이 감독하는 것을 할 필요가 없게 하였다.
남서쪽 탑에는 4개의 종이 달려있는데, 이 종들 중 하나는 '그레이트 폴(Great Paul)'이라고 불리며, 1881년에 러프버러의 한 종 주조장에서 만들어졌으며 약 16,800kg의 무게를 자랑한다. 이는 2012년 런던 올림픽을 위해 새로운 종을 만들기 직전까지 브리튼 섬 전체에서 가장 거대한 종이었으며, 보통 탑의 종들이 오후 1시에 정기적으로 종을 울리는 것에 반해, 이 종은 기계 장치의 오작동으로 인하여 몇 년째 종을 울리지 않고 있다. 4개의 종들 중에는 '그레이트 톰(Great Tom)'이라는 이름의 종도 있는데, 이는 웨스트민스터 궁전의 성 스티븐 경당에서 떼와 수리하여 쓰고 있는 것이다. 이 종은 매시간을 알리며, 특히 왕실 가족, 런던의 주교와 같은 유명인사들이 세상을 떠났을 때 조종으로 울리기도 한다. 다만 미국의 대통령 제임스 가필드가 세상을 떠났을 때도 울리기도 하였다. 마지막으로 울렸을 때에는 2002년에 엘리자베스 2세의 어머니인 엘리자베스 왕대비가 임종했을 때였다. 나머지 2개의 종들은 1717년에 펠프스에 의하여 만들어진 것으로, 매 15분마다 울렸다고 전한다. 이 종들은 아직까지도 사용 가능하며, 한 종의 무게는 660kg이고, 그 지름은 약 100cm이다. 북서쪽 탑에도 12개에 달하는 종들이 달려있다. 2018년 1월에 보수공사를 위하여 종이 한차례 떼어져 수리되었으며, 그해 9월에 다시 올려졌다.

## 역사

### 노르만 족 이전
성 베다가 기록한 바에 의하면, 캔터베리의 아우구스티누스가 604년에 멜리투스라는 이름의 수도사를 당시 앵글로색슨 족의 첫 주교로 임명하였다 이후 색슨 족의 왕은 런던에 멜리투스를 위한 새 주교좌 성당을 지었는데, 이 성당을 세인트 폴에게 헌사하였다. 역사학자들은, 확실하게 검증되지는 않았으나 이 성당이 런던과 앵글로색슨 족에 의하여 세워진 첫 기독교 성당이라고 추측하고 있다.
616년에 앵글로색슨 족의 첫 기독교 왕이 죽자, 그의 아들들은 멜리투스 주교의 간섭에 심한 반감을 느끼고 그와 갈등을 빚다가 결국 멜리투스 주교를 쫓아내었고, 다시 원시 신앙으로 돌아갔다. 이후 성당은 무너져 내렸고, 이후 7세기가 되어서야 다시 기독교가 색슨 족들에게 전파되었을 적, 다시 새로운 성당이 런던에 세워지게 되었다. 다만 이 건물은 962년에 불타 전소하였고, 같은 해에 곧바로 복구되었다. 이후 1016년에 한 색슨 족 왕이 이 성당에 묻히고 무덤이 만들어졌으나, 이후 이 무덤도 불에 타 현재는 찾아볼 수 없다.

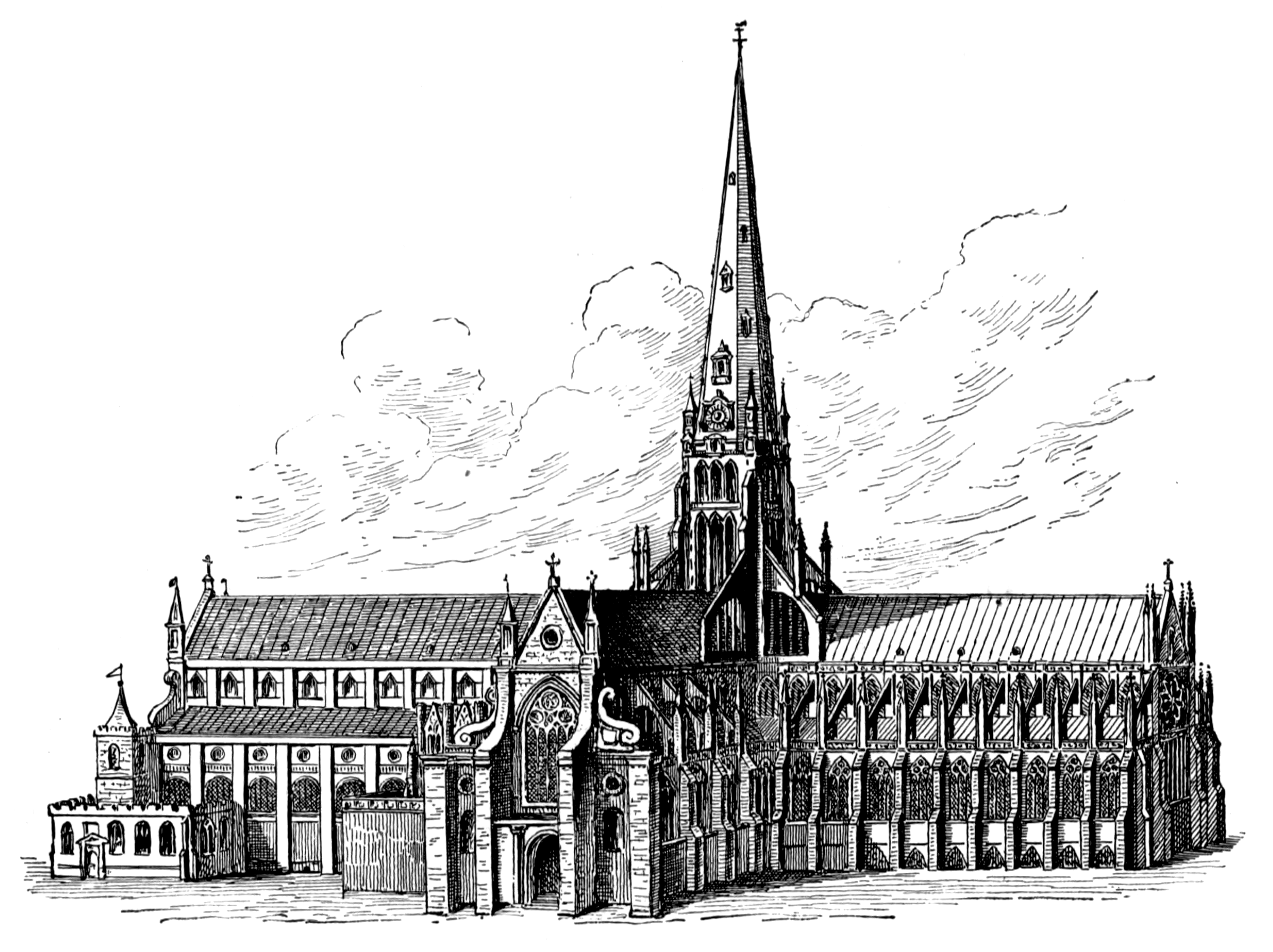
옛 세인트 폴 대성당

### 옛 세인트 폴 대성당
4번째로 재건된 성당을 고고학자들은 '옛 세인트 폴 대성당'이라고 칭하며, 현 대성당의 직접적인 원형이라고 피력하고 있다. 이 옛 성당은 1087년에 노르만족에 의하여 건설되기 시작하였으나, 다만 1135년에 일어난 화재로 인하여 일부가 전소되어 다시 건설하였다. 다만 이 성당은 1240년까지 축성되지 않았다. 이 기간 동안 본디 로마네스크 양식이었던 성당이 고딕 양식으로 바뀌었고, 이로 인하여 더 뾰족한 창문들과 상부의 거대한 창들이 새롭게 생겨났다. 또한 고딕 양식의 석조 지탱 아치들이 옆에 빽빽하게 붙어섰고, 중앙에 거대한 첨탑을 세워 마무리하였다고 전해진다.
1256년에 개축 공사가 시작되었다. 이후 1314년에 공사가 완공되었고, 1878년에 실시된 조사 작업에 의하면 당시 성당의 길이는 178m, 너비는 30m였으며, 첨탑은 약 149m였다고 전해진다. 16세기가 되자 건물은 점차 퇴락해가기 시작하였다. 이후 헨리 8세와 에드워드 6세 시절 정부가 로마 가톨릭 교회로부터 분리한 이후, 잉글랜드를 개신교 국가로 만들어간 종교개혁과 청교도 혁명이 일어나자, 성당 내부에 있던 성물들, 가구들, 수도원들의 일부가 병사들에 의하여 무너지거나 약탈당하기도 하였다. 성당 내부에 있던 몇몇 유물들과 성화들은 왕의 개인 창고로 보관되어 살아남기도 하였으나, 성당 담에 쓰인 석재들이 민간에게 팔려나가는 등 여전히 대성당은 수모를 겪고 있었다. 그러던 중 1561년에는 큰 벼락을 맞아 중앙의 첨탑이 파괴되었는데, 로마 가톨릭 수도사들은 이를 보고 '가톨릭을 배반한 것에 대한 신의 보복'이라고 저주하였다. 하지만 당시 성공회 주교였던 제임스 필킹턴은 오히려 이를 '성당을 파괴한 것에 대한 신의 응답'으로 보고, 즉시 모든 성당 파괴 행위들을 중지하였으며 복구 작업에 착수하였다. 이후 런던 시민들과 왕실이 기부를 통하여 재원을 대었으나, 당시 빈약하던 영국의 재무 상황으로는 도저히 성당을 옛 모습처럼 웅장하게 만들 수 없던 형편이었던지라 약간 엉성하게 복원되었다. 1630년대에 영국의 첫 고전주의 건축가라고 불리는 이니고 존스에 의하여 서쪽 프론트가 신설되었다. 이후 영국의 왕당파와 의회파가 내전을 벌이는 동안, 이 곳에서 상당한 혼란들이 일어났고 결국 보관되어 있던 고문서들이 전부 불타는 수모를 겪었다.
옛 세인트 폴 대성당은 한동안 성공회의 중심으로서의 지위를 유지하다가, 1666년 일어난 런던 대화재로 크게 불타는 참사를 입었다. 당시 정부는 대성당을 원형 그대로 복구할 수 있었음에도 불구하고, 조금 더 현대적인 양식으로 대성당을 복구하기로 결정하였다.

### 현 세인트 폴 대성당
1669년 7월 30일, 새 성당의 설계 작업이 크리스토퍼 렌 경에게 맡겨졌다. 그는 당시 대화재로 인하여 크게 피해를 입은 런던의 성당들을 복구하는 책임을 맡고 있었으며, 현재 남아있는 런던 시내의 교회들 약 50여개가 모두 렌 경의 설계안대로 복구된 것들이다. 렌 경은 1661년, 옛 대성당이 불타기 전부터 이미 대성당의 수리 작업에 참여한 경력이 있었으며, 당시 고전주의적인 양식을 성당에 첨가하고 내관과 외관을 조금 더 아름답게 꾸미고 싶어 하였다. 렌 경은 고딕 느낌의 높은 첨탑을 없애버리고 그 자리에 거대한 돔을 대신 짓고 싶어하였으며, 남아있는 부분들을 가림막으로 사용하여 외관에 혁신성을 부여하고자 했다. 그는 옛 성당이 불탄 이후 높은 크기의 돔과 화려한 바로크 양식의 익랑과 신랑을 지닌 설계도를 그려 왕실에 제출하였다. 화재 직후에는 불탄 옛 성당의 자재들 대부분을 무너뜨리지 않고 공사에 그대로 활용하려 하였으나, 찰스 2세가 자신의 위상을 드높이기 위하여 더더욱 거대한 건축물을 짓고 싶어하며 결과적으로 1670년대 초반에 모든 옛 성당의 골조들을 철거하고 아예 새로운 건물을 짓기로 합의하였다.
1668년 7월, 윌리엄 산크로프는 렌 경에게 서한을 보내 캔터베리 대주교, 런던과 옥스퍼드의 주교들이 한마음으로 새롭게 설계될 대성당이 '도시와 국가의 위대한 명성에 걸맞은 아름답고 완벽한 성당'이었으면 좋겠다고 한 말을 전했다. 이후 렌 경은 심혈을 기울여 새로운 대성당의 설계도를 작성했고, 이 작업은 몇 년간 지속되었으며, 이후 이 설계안은 왕실의 허락을 받아 통과한다. 다만 렌 경의 의도에 따라 만약 필요한 변화가 있을 경우 렌 경의 뜻대로 바꾸는 것도 허락해주었다. 이후 이 설계안대로 지어진 성당이 바로 지금의 세인트 폴 대성당이 되었으며, 이는 현재에도 영국에서 2번째로 거대한 대성당이고, 특히 그 돔은 세계에서 가장 아름다운 돔들 중 하나로 꼽힌다. 참고로 대성당의 건축 재원은 대부분 석탄세로 충당했으며, 특히 렌 경이 91세로 장수하며 평생 동안 대성당의 건축에 참여했기에 렌 경의 의도 그대로 완성될 수 있기도 하였다.
1708년 10월 26일, 세인트 폴 대성당의 마지막 돌이 맨 꼭대기에 올라가며 대성당이 완공되었다. 이 완공식에는 크리스토퍼 렌 경의 아들과 석공들의 자제들이 참여하였으며, 1711년 12월 25일, 즉 크리스마스에 의회에 의하여 대성당 완공이 공식 발표되었다. 사실 대성당은 1720년대가 되어서야 지붕에 추가적인 석상들이 올라가는 등 1711년에는 완벽하게 마무리된 상황이 아니었기는 하였다. 대성당 신축 공사에 사용된 예산은 2019년 기준으로 약 1억 6천 5백만 파운드에 달한다고 한다.

#### 축성
1697년 12월 2일, 런던 대화재가 일어나고 31년 3개월 후에 새로운 세인트 폴 대성당이 축성되었다. 당시 런던의 주교였던 헨리 콤프턴이 미사를 집전했으며, 시편 122절의 구절을 인용하였다.
사람들이 나에게 "우리 함께 주님의 집으로 올라가자!"하고 말했을 때, 내 마음이 한없이 기뻤도다.— 시편 122편 1절

첫 집회는 바로 그 주의 일요일 날 처음으로 열렸다. 당시 렌의 새 대성당에 대한 런던 시민은 양 쪽으로 갈렸다. 한 편은 렌의 새 대성당을 런던의 스카이라인을 아름답게 꾸미는 경이로운 건축물이라고 주장했고, 한 편은 웅장하고 거대한 런던 속에 갑작스레 출현한 비영국적인 건축물이라고 혹평했다.

### 1900년대 이후

#### 전쟁
제2차 세계대전 동안 세인트 폴 대성당은 독일 공군의 런던 대공습을 무사히 넘겼다. 다만 1940년 10월 10일, 그리고 1941년 4월17일에 한 번씩 폭탄을 맞아 피해를 입었다. 1940년의 폭탄은 성당의 제대(alter) 일부를 무너뜨렸으며, 1941년의 폭탄은 익랑 벽을 뚫고 들어와 대성당 크립트에 구멍을 내며 폭발했다. 후대 역사학자의 연구에 의하면, 2번째 폭격으로 인하여 돔의 골조 자체가 흔들렸으며, 자칫했으면 돔 자체가 무너질 수도 있었던 상황이었다고 전했다.
1940년 9월 12일, 불발탄이 성당 위로 떨어졌고, 성공적으로 해체되었다. 만일 이 폭탄이 예정대로 터졌다면, 건물 자체가 완전히 무너지고 지름 30m 크기의 크레이터를 지반에 남겼을 것이라고 추정한다. 이후 이 해체 작업의 공훈을 인정받은 폭탄 해체반은 성 조지 훈장을 수여받았다. 현재 이 훈장은 런던의 제국 전쟁 박물관에 전시되어 있다.
대공습 기간 중 런던의 모습들 중 가장 잘 알려진 사진은 허버트 메이슨이 1940년 12월 29일 찍은 세인트 폴 대성당의 모습이다. 이 사진은 검은 연기에 휩싸인 대성당의 모습을 담고 있으며, 후에 런던 대학의 역사학자 리스 자딘은 이렇게 기록했다.
피어오르는 연기 속에 휩싸인 채, 혼돈과 전쟁의 참화 속에서, 창백한 대성당의 돔은 자랑스럽고 영광스러운 모습으로 서있었다. 공습 도중, 윈스턴 처칠 수상은 소방서에 연락하여 모든 가용한 소방 자원들을 대성당 인근에 집중시키라고 명령했다. 그는 대성당을 무조건 지켜야 한다고 말했으며, 만일 대성당이 무너진다면 이 나라의 국체 또한 무너질 것이라고 말했다.

#### 전쟁 이후
1981년 7월 29일, 찰스 왕세자와 다이애나 비의 결혼식이 세인트 폴 대성당에서 치러졌다.

#### 복구 작업
1996년 존 B. 챔버스 교수가 이끄는 복구 팀이 구리, 납 지붕을 교체하고 새롭게 단장하였다. 이 작업은 무려 15년이라는 시간을 소요하며 2011년 6월에 끝났으며, 당시 영국에서 이루어진 가장 거대한 규모의 복구 작업들 중 하나였다.

## 설계도

### 디자인 변천
크리스토퍼 렌 경은 세인트 폴 대성당을 설계하는 동안 많은 난관을 겪었다. 그는 당시 런던의 격에 걸맞은 장엄한 대성당을 지어야 한다는 압박에 시달리고 있었는데, 그는 당시 성공회 교단의 입맛과 왕실의 요구를 동시에 만족시켜야 했을 뿐만 아니라, 전례용에 적합하고 중세 영국의 양식에 잘 부합하는 대성당을 지어야 했기 때문이다. 당시 렌은 이탈리아의 르네상스 양식과 바로크 양식에는 일가견이 있었고, 프랑수아 망사르를 배우기 위해 프랑스를 방문한 적도 있었다.
렌의 설계도는 총 5번 수정되었다. 첫 설계도는 오직 그림과 모형 일부로만 존재한다. 이 설계도는 흔히 '첫 설계도(The First Model Design)'이라고 불리는데, 이 설계도에는 판테온처럼 거대한 돔이 위에 얹혀져 있고, 그에 천개가 나있으며 그 아래에 직육면체 구조의 경당이 있는 구조였다. 다만 왕실은 이 설계도를 보고 '장엄하지 못하다'라는 평을 내렸고, 결국 이 설계도는 쓰이지 못하게 된다. 렌의 두 번째 설계도는 그리스식 십자가(Greek Cross) 형태였는데, 영국 국교회는 이 십자가식 구조가 영국식 미사를 드리는 데에 적합하지 못할 것이라 여겨 반대하였다.
렌의 세 번째 설계도는 1673년에 만들어졌으며, 흔히 '그레이트 모델(Great Model)'이라고 불린다. 이 모델은 참나무로 모형까지 만들어졌는데, 이를 만드는 데 현재 가격으로 약 32,000파운드가 들었으며, 그 높이만 해도 약 4m에 이르고 길이는 약 6m이다. 이 설계도에서 렌은 그리스식 십자가 형태는 유지하였으나, 신랑을 크게 확장한 형태였다. 당시 그에게 비판적이었던 재건 위원회 인사들은 이 형태가 영국에 있는 여타 성당들과 너무 다르다고 각을 세웠다. 또한 이 설계도에는 핵심적인 단점이 하나 더 있었는데, 이 설계도는 돔을 8개의 피어로 받치는 형태였기에, 모든 공사가 한꺼번에 멈추지 않고 일사천리로 진행되어야 했기 때문에 중간중간에 공사를 멈추고 미완성된 성당 건물 안에서 임시 미사를 올릴 수 없었다는 것이다. 참고로 당시에는 미완성된 성당 건물 내에서 잠시 공사를 멈추고 미사를 올리는 것이 관례였다. 그레이트 모델은 렌이 가장 선호하던 디자인이었으며, 그는 이 디자인이 전형적인 르네상스식 미를 갖추고 있다고 여겼다. 그레이트 모델이 거부당한 직후, 렌은 더 이상 모형을 만드는 것도 포기하였으며, 그의 설계안들을 공공에 내보여주는 것조차 꺼리게 되었다. 그는 나중에 회고하기를, '이 작업은 시간만 낭비할 뿐만 아니라, 멍청한 심사위원들 때문에 너무 많이 거부당한다'라고 적었다. 이 그레이트 모델의 실제 모형은 아직도 대성당 내부에 보관되어 있다.

렌의 네 번째 설계도는 중간에 왕실의 보증(warrant)을 받았기에, '워런트 디자인(Warrant Design)'이라고 불린다. 이 설계도에서 렌은 고딕 양식을 최대한 많이 녹여내기 위해 노력했으며, 이 설계도에는 전형적인 라틴 십자가식의 성당이 그려져 있었다. 이 성당에는 1.5층으로 구성된 구조가 있었으며, 서쪽에 고전적인 포르티코가 서있었다. 중간에는 낮은 돔이 드럼(Drum)을 떠받치고 있었으며, 이 드럼에 큐폴라가 올라가고 그 위에 높은 첨탑이 세워져 있었다. 이 안은 국왕의 승인을 받았으며, 이후 부활절 아침에 워런트 디자인의 성당이 공사에 들어갔다. 다만 렌 경은 공사 도중에 필요하다면 설계도에 변화를 주는 것 또한 허가받았다. 

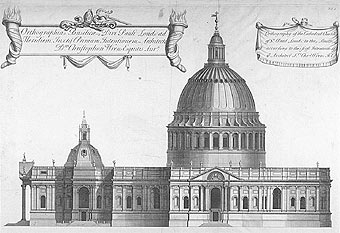
그리스식 십자가 설계도
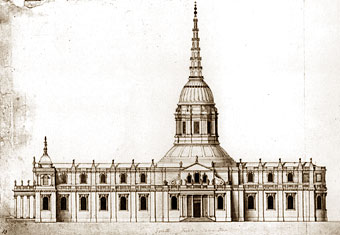
워런트 설계
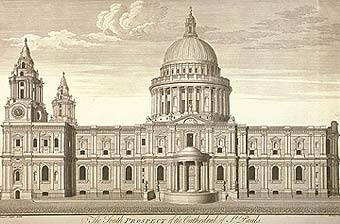
최종 설계도

### 최종 설계도
성당의 최종 설계도(Final Design)는 워런트 디자인과 상당히 다르다. 렌은 당시 국왕에게서 '부수적인 변화'를 공사 도중에 집어넣어도 좋다는 허락을 받았는데, 렌은 이를 극적으로 활용했다. 대분의 변화들은 거의 약 30여년에 달하는 기나긴 공사기간 도중에 만들어졌으며, 이 변화들 중 가장 눈여겨 볼만한 변화는 바로 거대한 돔이다. 그는 첫 큐폴라 위에 또 벽돌 구조물을 세웠는데, 이는 이 벽돌 구조물이 우아한 석조 랜턴을 받치기 위함이었다. 이후 목재로 또다른 큐폴라를 세워 벽돌 구조물을 가렸으며, 이 큐폴라와 벽돌 구조물 사이에 틈을 두어 계단을 세워 랜턴의 맨 위로 올라갈 수 있도록 했다. 이 돔은 로마의 성 베드로 대성당에서 크게 영향을 받았으며, 받침 돔은 1665년에 렌이 프랑스 여행을 떠났을 때 본 프랑수아 망사르의 발데그레이스 성당에 영향을 받은 것으로 보인다.
대성당의 첫 삽이 뜨인 때가 언제인지에 대해서는 논란이 있다. 한 자료에는 이가 1675년 6월 21일이라고 적혀있고, 또다른 것에는 25일, 다른 것에는 28일이라고 적혀있다. 다만 확실한 것은 어쨌든 1675년 6월에 공사가 시작되었다는 것이다. 에드워드 스트롱이라는 사람에 따르면, 대성당의 첫 초석은 그의 형제인 토머스 스트롱이라는 사람에 의해 놓였다고 한다. 참고로 토머스 스트롱은 크리스토퍼 렌이 고용한 두 명의 전문 석공들 중 한 명이었다.

## 같이 보기
- 파터노스터 광장